# Madsen mod. 47
Il Madsen mod. 47 è un fucile ad otturatore girevole prodotto dalla Dansk Industri Syndikat nel 1947.

## Sviluppo
Alla fine del secondo conflitto mondiale, la Dansk Industri Syndikat tentò di risollevarsi economicamente puntando sulla vendita di un nuovo fucile ad otturatore girevole. Da qui nacque il Madsen mod.47.

## Tecnica
Il fucile era dotato di un sistema di regolazione dell'head space costituito da due tenoni che si inserivano in due scassi riportati all'interno di due inserti inseriti a pressione  e fermati da una vite nella parte posteriore del receiver. In tal modo, tramite la sostituzione degli inserti era possibile regolare lo spazio di testa. Oltre ai due tenoni di chiusura era anche presente una lunga costolatura che, pur non avendo una funzione attiva nella chiusura, trovandosi quasi a contatto con il bordo destro del castello, rappresentava un'ulteriore sistema di sicurezza nel caso di cedimento del bloccaggio posteriore.
Il sistema di mira era composto da una diottra avanzata con alzo a cursore regolabile anche in derivazione, posta all'altezza della camera di cartuccia. Come alimentazione veniva impiegato un caricatore da cinque colpi del calibro 30/06 mm. Il calcio e il freno di bocca erano progettati per abbassare il più possibile il rinculo del fucile. Al termine del calcio era presente un  calciolo in gomma incavato per l'appoggio alla spalla.

## Impiego
Il fucile venne realizzato con l'intento di equipaggiare almeno un esercito, ma l'unico acquirente che fu interessato ad un lotto di 8000 fucili fu l'Armada de la República de Colombia nel 1958. Tali fucili non soddisfecero però le autorità militari colombiane, le quali li fecero rimanere per lungo tempo negli arsenali prima di rivenderli sul mercato civile.